# Srbe na vrbe
Srby na vrby (srbochorvatsky a slovinsky Srbe na vrbe, srbskou cyrilicí Србе на врбе) je slogan chorvatských a bosenských nacionalistů, který volá po oběšení Srbů.
Slogan je názvem básně, jejímž autorem je slovinský politik Marko Natlačen. Poprvé byla zveřejněna v lublaňských novinách Slovenec 27. července 1914, v době vrcholící červencové krize, den předtím než Rakousko-Uhersko vyhlásilo Srbsku válku. Básník volá po potrestání celého národa za vraždu Františka Ferdinanda a jeho ženy Žofie.
Chorvatský spisovatel a politik Mile Budak, jeden z ideologů ustašovského hnutí, slogan v meziválečném období oživil.
Další oživení přišlo během rozpadu Jugoslávie a na počátku etnických čistek. I když neprobíhají vojenské střety, podobná graffiti se stále objevují. Média je zdokumentovala v mnoha případech, například napsaná na kostelech apod.

## Fotogalerie

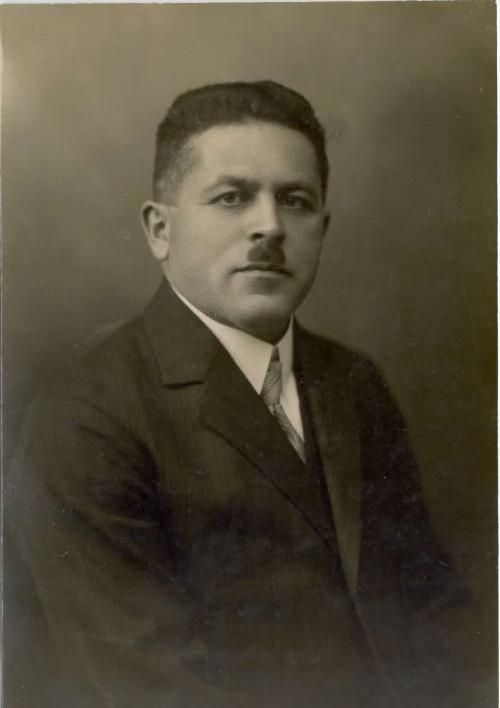
Marko Natlačen, autor protisrbské básně „Srbe na vrbe“
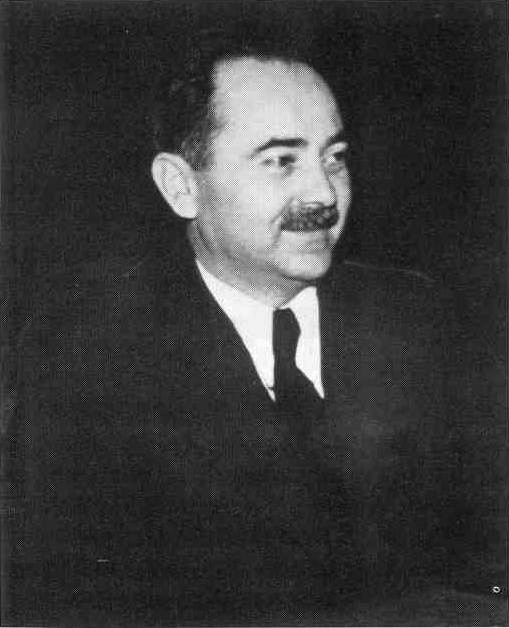
Mile Budak (cca 1940)
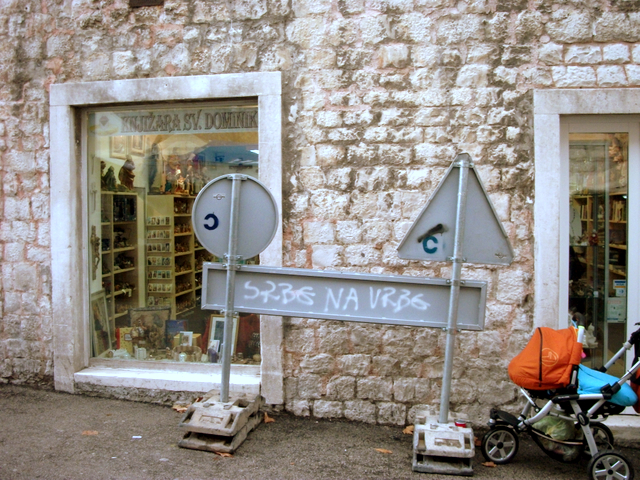
„Серба – на вербу!“ („Srbe na vrby“; Split)